# Callington (Australia)
Callington – miasto w Australii, w stanie Australia Południowa.